# Zbigniew Karkowski
Zbigniew Karkowski (ur. 14 marca 1958 w Krakowie, zm. 12 grudnia 2013 w Peru) – polski kompozytor i wykonawca muzyki współczesnej, (elektronicznej i akustycznej, noise).

## Życiorys
Muzyką zainteresował się, mając osiem lat, kiedy to zaczął uczyć się gry na flecie i fortepianie. W młodości wyemigrował z Polski, studiował kompozycję w State College of Music i muzykę komputerową w Chalmers University od Technology w Göteborgu. W 1990 wyjechał do Holandii, gdzie studiował w Królewskim Konserwatorium Muzycznym w Hadze. Uczył się m.in. u Iannisa Xenakisa, Oliviera Messiaena, Pierre'a Bouleza i Georges'a Aperghisa.
W 1994 zamieszkał w Tokio. Współzałożyciel zespołów Sensorband, Cosmic Trigger, Pop Senssurround Orchestra oraz UBSB. Współpracował m.in. z Francisco Lópezem (album Whint) i Masami Akitą (MAZK).

## Choroba i śmierć
W październiku 2013 u Karkowskiego zdiagnozowano raka trzustki z przerzutami do płuc. Artysta leczył się m.in. w Szwecji. Z racji złych rokowań medycznych, muzyk ostatecznie zdecydował się na terapię u szamana w Peru, gdzie zmarł po dwóch dniach pobytu w tamtejszej dżungli.

## Dyskografia
- Bad Bye Engine (Radium 226.05 1988)
- Uexkull (Anckarström 1991)
- Phauss / Karkowski / Bilting (Silent 1992)
- Disruptor (OR 1998)
- World As Will (Staalplaat 1998)
- Mutation (ERS 1999)
- Choice Of Points For The Application Of Force (Ytterbium 2000)
- It (Mego 2000)
- Reverse Direction And Let The Sound Reach Out To You (Firework Edition Records 2000)
- Whint (.Absolute. 2000),
- Function Generator (Sirr 2001)
- Consciously Unconscious Unconsciously Conscious (Metamkine 2002)
- World As Will II (23five 2002)
- ElectroStatics (Post Concrete 2003)
- Turnoff (Noise Asia 2003)
- Attuning / Attending (Musica Genera 2004)
- Intensifier (Walnut + Locust 2004)
- KHZ (Auscultare Research 2005)
- One And Many (Sub Rosa 2005)
- Live At Waterland Kwanyin (Kwan Yin Records 2006)
- Continuity (Asphodel 2007)
- Divide By Zero (Antifrost 2007)